# Wenceslaus I van Luxemburg

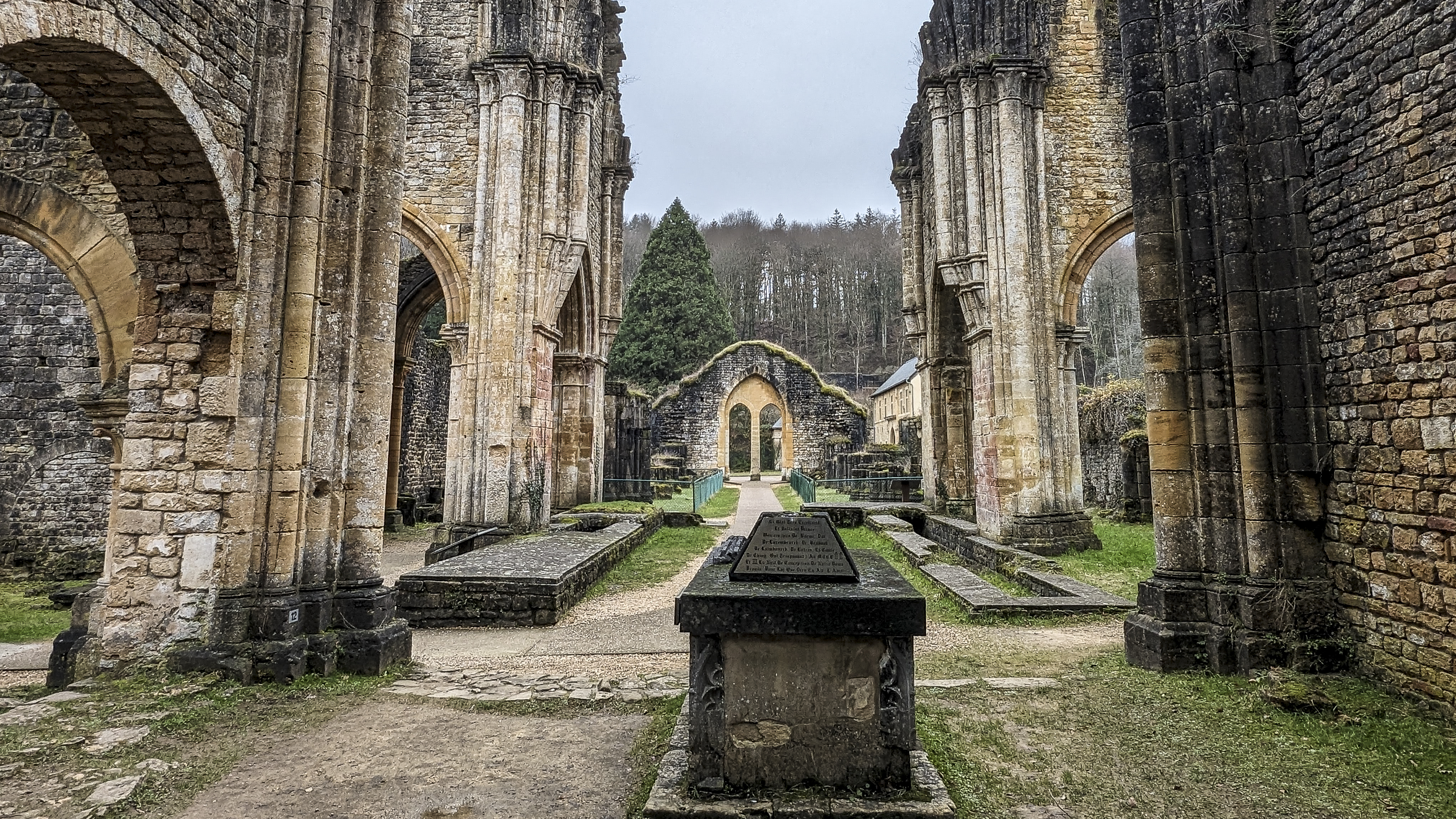
Tombe van Wenceslaus

Wenceslaus I (Praag, 25 februari 1337 – Luxemburg, 8 december 1383) was eerst graaf van Luxemburg en daarna hertog van Luxemburg, Brabant en Limburg.
Hij was een jongere zoon van Jan de Blinde, koning van Bohemen, en werd in 1353 door zijn halfbroer, keizer Karel IV aangesteld tot graaf van Luxemburg. Aangezien zowel zijn voorganger als opvolger keizer van het Heilige Roomse Rijk waren, was hij een soort buitenbeentje. Desalniettemin was hij de eerste hertog die Luxemburg ooit gekend heeft, omdat zijn halfbroer keizer Karel IV het graafschap Luxemburg, waarvan hij tot 1353 nota bene zelf graaf was geweest, in 1355 tot hertogdom verhief. Daarnaast wist Wenceslaus Luxemburg tot zijn grootste omvang uit te breiden door de aankoop van het graafschap Chiny in 1364.
Ter gelegenheid van zijn huwelijk in maart 1354 met Johanna van Brabant, de oudste dochter en erfgenaam van Jan III, hertog van Brabant en Limburg, werd hij het volgende jaar, op 5 december 1355, ook in Brabant en Limburg als hertog gehuldigd, maar moest daartoe aan de Brabanders via de Blijde Inkomst (3 januari 1356) de respectering van hun privileges garanderen.
Het feit dat hij na de Brabantse Successieoorlog door de Vrede van Aat van 1357 Antwerpen en Mechelen afstond aan zijn zwager, de Vlaamse graaf Lodewijk van Male, deed de argwaan tegenover de impopulaire Wenceslaus nog toenemen. Ten aanzien van de partijstrijd in de steden (voornamelijk te Leuven) nam hij een zeer wisselvallige houding aan. In Luxemburg breidde hij zijn persoonlijke bezittingen uit, en als vicaris van zijn halfbroer, keizer Karel IV, trad hij er autoritair op als behoeder van de rust en veiligheid, wat leidde tot botsingen met de hertogen van Gelre en Gulik. Dezen brachten hem te Baesweiler op 22 augustus 1371 een smadelijke nederlaag toe, waarbij hij zelfs werd gevangengenomen. In 1372 werd hij vrijgelaten door de hertog van Gulik met als tegenprestatie de belening met het hertogdom Gelre aan zijn minderjarige zoon Willem, en aanstelling van hem zelf als voogd, door Keizer Karel IV, zijn halfbroer. De inzameling van geld voor zijn losprijs had nieuwe ernstige wrijvingen met de steden én met de clerus tot gevolg.
Toen hij in 1383 kinderloos overleed, liet hij zijn weduwe Johanna achter met ernstige dynastieke problemen wat betreft het Hertogdom Brabant en Limburg, waarvoor haar neef Filips de Stoute zich maar al gretig als reddende engel aandiende. In Luxemburg werd hij opgevolgd door zijn neef, Wenceslaus II, die toen al koning was van het Heilige Roomse Rijk.
Hertog Wenceslaus had er tijdens zijn leven een schitterende hofhouding op nagehouden, en onderhield nauwe contacten met onder meer dichters en schrijvers als Jean Froissart. Men mag echter stellen dat hij volkomen gefaald heeft in zijn politieke streven om de positie van het Luxemburgse Huis in de Nederlanden te verstevigen.
Nog in zijn nadeel staat Wenceslaus ook bekend als de hertog die op 23 mei 1370 in Brussel zes joden liet terechtstellen op de brandstapel omdat, zo werd althans beweerd, zij geconsacreerde hosties met messen doorstoken hadden. Uit die hosties zou het bloed van Christus zijn gevloeid. Hoewel niet in Brussel op het moment van de veroordeling, zou Wenceslaus, die onder zware schulden gebukt ging, maar al te blij zijn geweest dat hij de joodse bezittingen kon confisqueren. Het zogenaamde Sacrament van Mirakel zou nog eeuwenlang voortleven en met processies en kunstwerken worden herdacht.
Wenceslaus zijn praalgraf bevindt zich op de site van de abdij van Orval, meer bepaald in het hoogkoor van de ruïne van de oude, vernielde kloosterkerk.

## Lieddichter
Wenceslaus was de auteur van een niet gering oeuvre aan lyrische poëzie. 79 van zijn liederen werden door Froissart opgenomen in de Arthurroman Meliador.

## Voorouders
| Voorouders van Wenceslaus I van Luxemburg | Voorouders van Wenceslaus I van Luxemburg                                   | Voorouders van Wenceslaus I van Luxemburg                                   | Voorouders van Wenceslaus I van Luxemburg                                  | Voorouders van Wenceslaus I van Luxemburg                                  | Voorouders van Wenceslaus I van Luxemburg                               | Voorouders van Wenceslaus I van Luxemburg                               | Voorouders van Wenceslaus I van Luxemburg                               | Voorouders van Wenceslaus I van Luxemburg                               |
| ----------------------------------------- | --------------------------------------------------------------------------- | --------------------------------------------------------------------------- | -------------------------------------------------------------------------- | -------------------------------------------------------------------------- | ----------------------------------------------------------------------- | ----------------------------------------------------------------------- | ----------------------------------------------------------------------- | ----------------------------------------------------------------------- |
| Overgrootouders                           | Hendrik VI van Luxemburg (1252-1288) ∞ 1260 Beatrix van Avesnes (1242-1321) | Hendrik VI van Luxemburg (1252-1288) ∞ 1260 Beatrix van Avesnes (1242-1321) | Jan I van Brabant (±1252–1294) ∞ 1273 Margaretha van Dampierre (1251-1285) | Jan I van Brabant (±1252–1294) ∞ 1273 Margaretha van Dampierre (1251-1285) | Robert van Clermont (1256-1317) ∞ 1272 Beatrix van Bourbon (1257-1310)  | Robert van Clermont (1256-1317) ∞ 1272 Beatrix van Bourbon (1257-1310)  | Jan II van Avesnes (1247–1304) ∞ 1270 Filippa van Luxemburg (1252-1311) | Jan II van Avesnes (1247–1304) ∞ 1270 Filippa van Luxemburg (1252-1311) |
| Grootouders                               | Keizer Hendrik VII (1275-1313) ∞ 1260 Margaretha van Brabant (1276-1311)    | Keizer Hendrik VII (1275-1313) ∞ 1260 Margaretha van Brabant (1276-1311)    | Keizer Hendrik VII (1275-1313) ∞ 1260 Margaretha van Brabant (1276-1311)   | Keizer Hendrik VII (1275-1313) ∞ 1260 Margaretha van Brabant (1276-1311)   | Lodewijk I van Bourbon (1279-1342) ∞ 1310 Maria van Avesnes (1280-1354) | Lodewijk I van Bourbon (1279-1342) ∞ 1310 Maria van Avesnes (1280-1354) | Lodewijk I van Bourbon (1279-1342) ∞ 1310 Maria van Avesnes (1280-1354) | Lodewijk I van Bourbon (1279-1342) ∞ 1310 Maria van Avesnes (1280-1354) |
| Ouders                                    | Jan de Blinde (1296-1346) ∞ 1334 Beatrix van Bourbon (1318-1383)            | Jan de Blinde (1296-1346) ∞ 1334 Beatrix van Bourbon (1318-1383)            | Jan de Blinde (1296-1346) ∞ 1334 Beatrix van Bourbon (1318-1383)           | Jan de Blinde (1296-1346) ∞ 1334 Beatrix van Bourbon (1318-1383)           | Jan de Blinde (1296-1346) ∞ 1334 Beatrix van Bourbon (1318-1383)        | Jan de Blinde (1296-1346) ∞ 1334 Beatrix van Bourbon (1318-1383)        | Jan de Blinde (1296-1346) ∞ 1334 Beatrix van Bourbon (1318-1383)        | Jan de Blinde (1296-1346) ∞ 1334 Beatrix van Bourbon (1318-1383)        |
| Wenceslaus I van Luxemburg (1337-1383)    |                                                                             |                                                                             |                                                                            |                                                                            |                                                                         |                                                                         |                                                                         |                                                                         |

## Voetnoten
1. ↑  Méliador. Roman comprenant les poésies lyriques de Wenceslas de Bohême, duc de Luxembourg et de Brabant, 1895-1899

- Bibliothèque nationale de France: cb16705358j (data)
- Biografisch Portaal: 87829288
- Gemeinsame Normdatei: 104238410
- International Standard Name Identifier: 0000 0000 5527 8940
- Library of Congress Control Number: no90002360
- Nationale Bibliotheek van Tsjechië: jn19981002317
- Nationale Bibliotheek van Israël: 987007419272005171
- Nederlandse Thesaurus van Auteursnamen: 155580949
- Système universitaire de documentation: 076007111
- Virtual International Authority File: 25032343
- WorldCat: E39PBJmhKgWctCWJdF8Hxvdfbd